# Carl Langhein

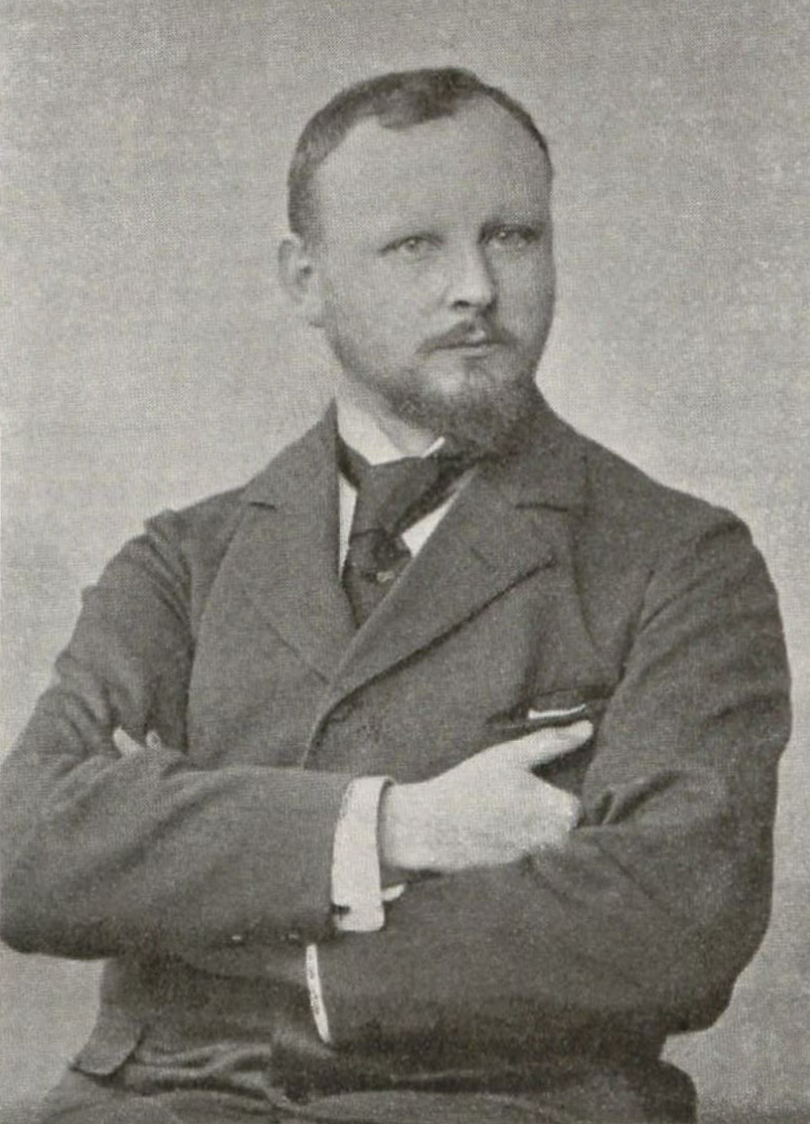
Carl Langhein, vor 1905

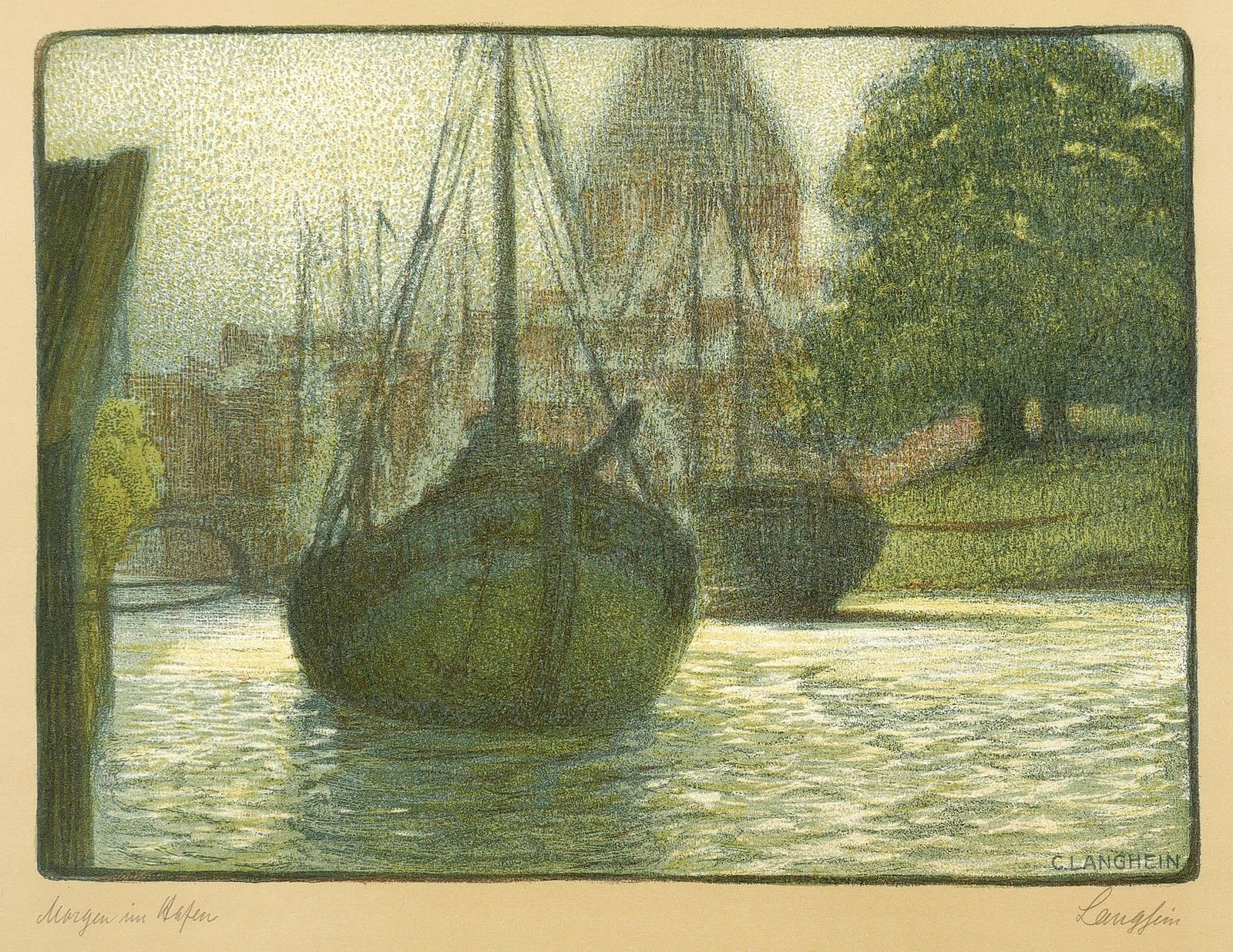
Morgen im Hafen (Ewer auf der Medem in Otterndorf), Lithografie, 1901 (oder früher), Kunstdruckerei Künstlerbund Karlsruhe. Der Druck scheint im Gegensatz zum nachfolgenden Bild von 1902 seitenverkehrt zu sein.

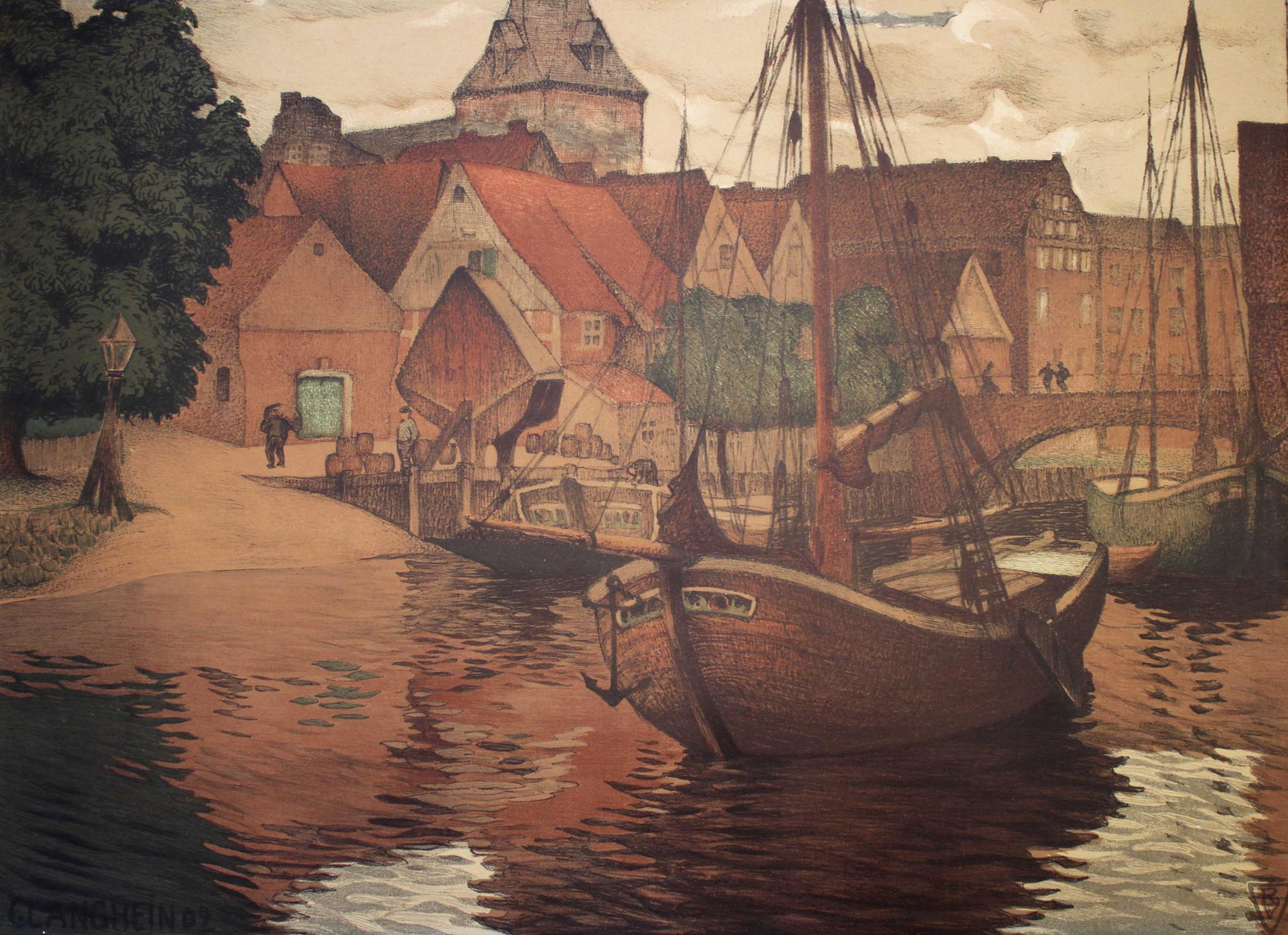
Ewer auf der Medem in Otterndorf, Lithografie. Druck nach einem Gemälde von 1902

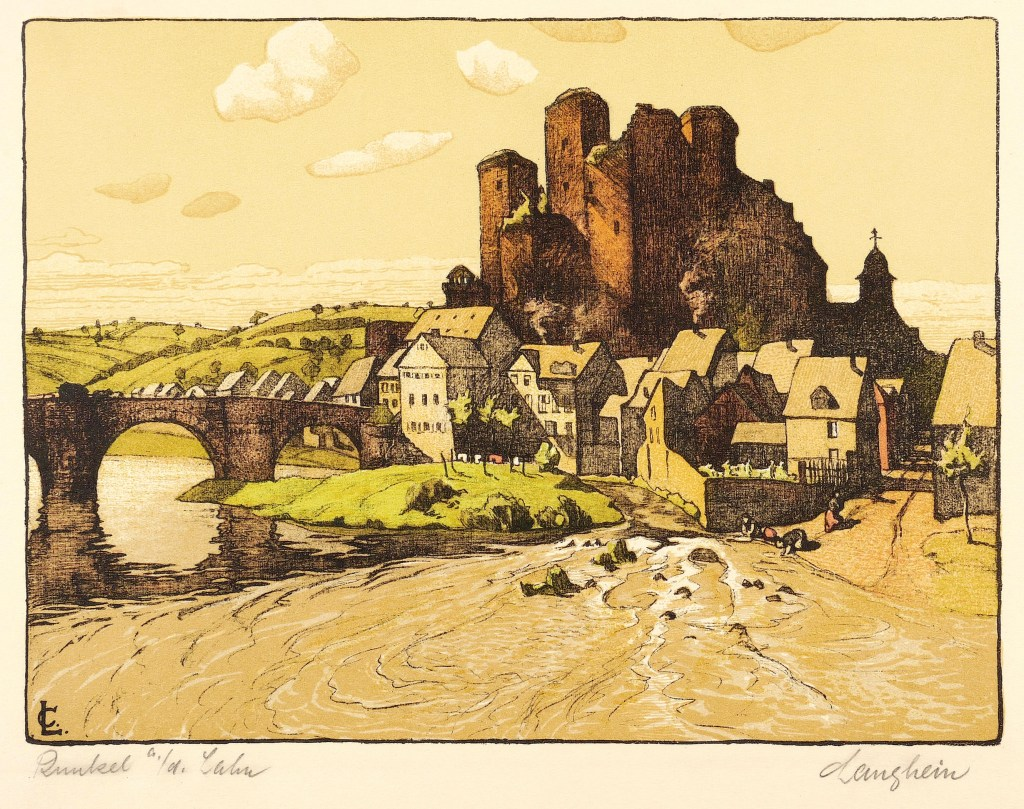
Schloss Runkel a. d. Lahn, Kunstdruckerei Künstlerbund Karlsruhe, Lithografie, 1904 (vielleicht auch früher)

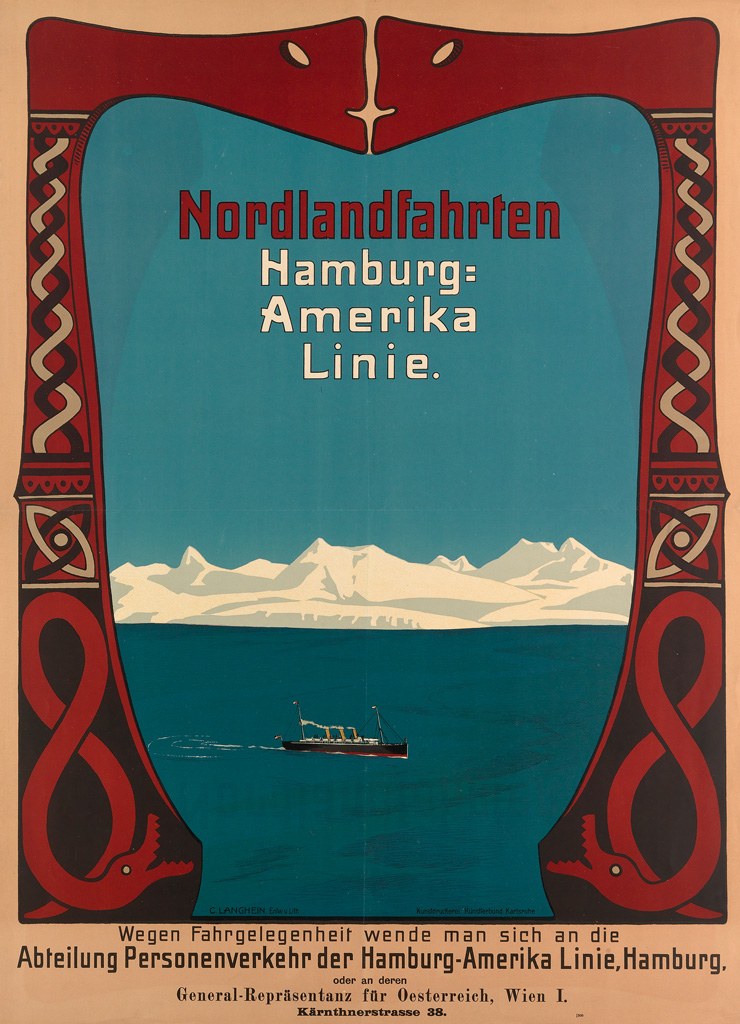
Plakat Nordlandfahrten Hamburg-Amerika Linie, Kunstdruckerei Künstlerbund Karlsruhe, 1905

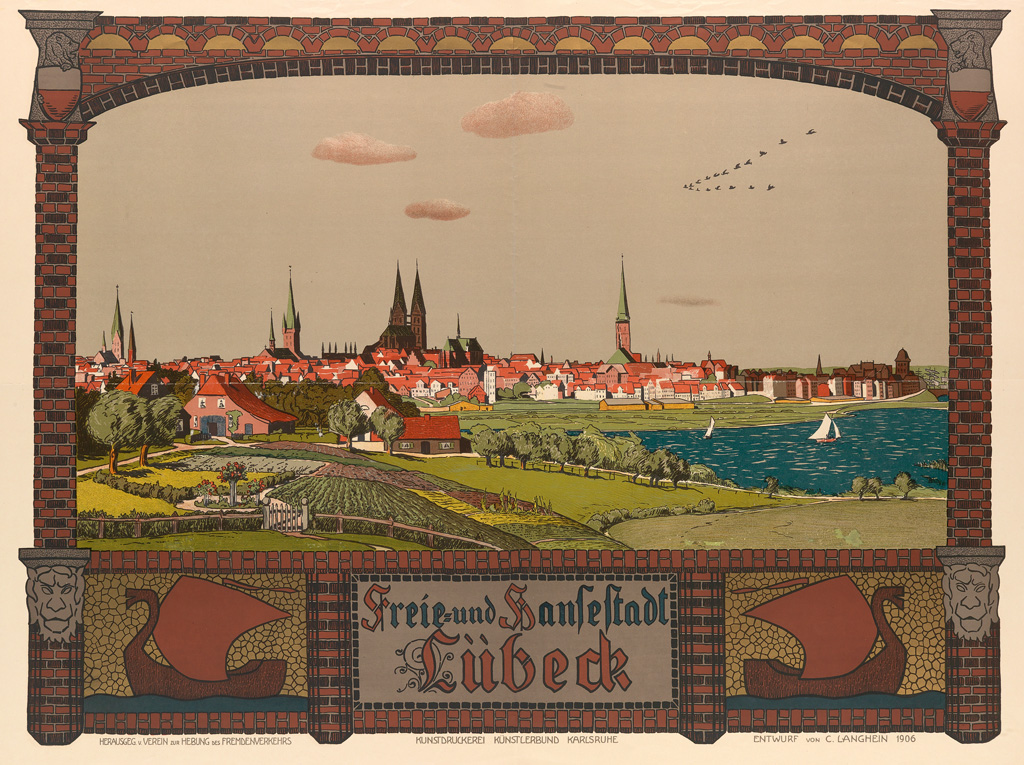
Plakat Freie und Hansestadt Lübeck, Kunstdruckerei Künstlerbund Karlsruhe, 1906

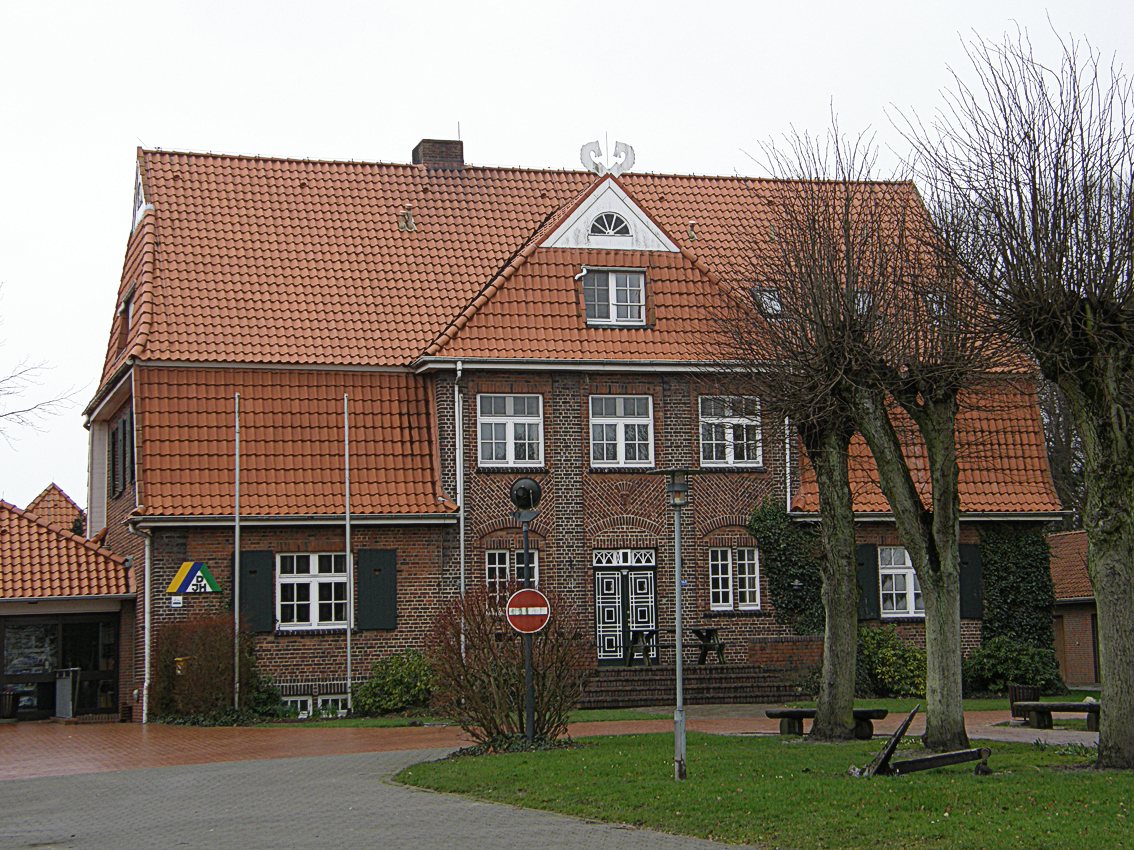
Carl Langheins Haus Hochkamp, erbaut 1912. Heute Jugendherbege Otterndorf

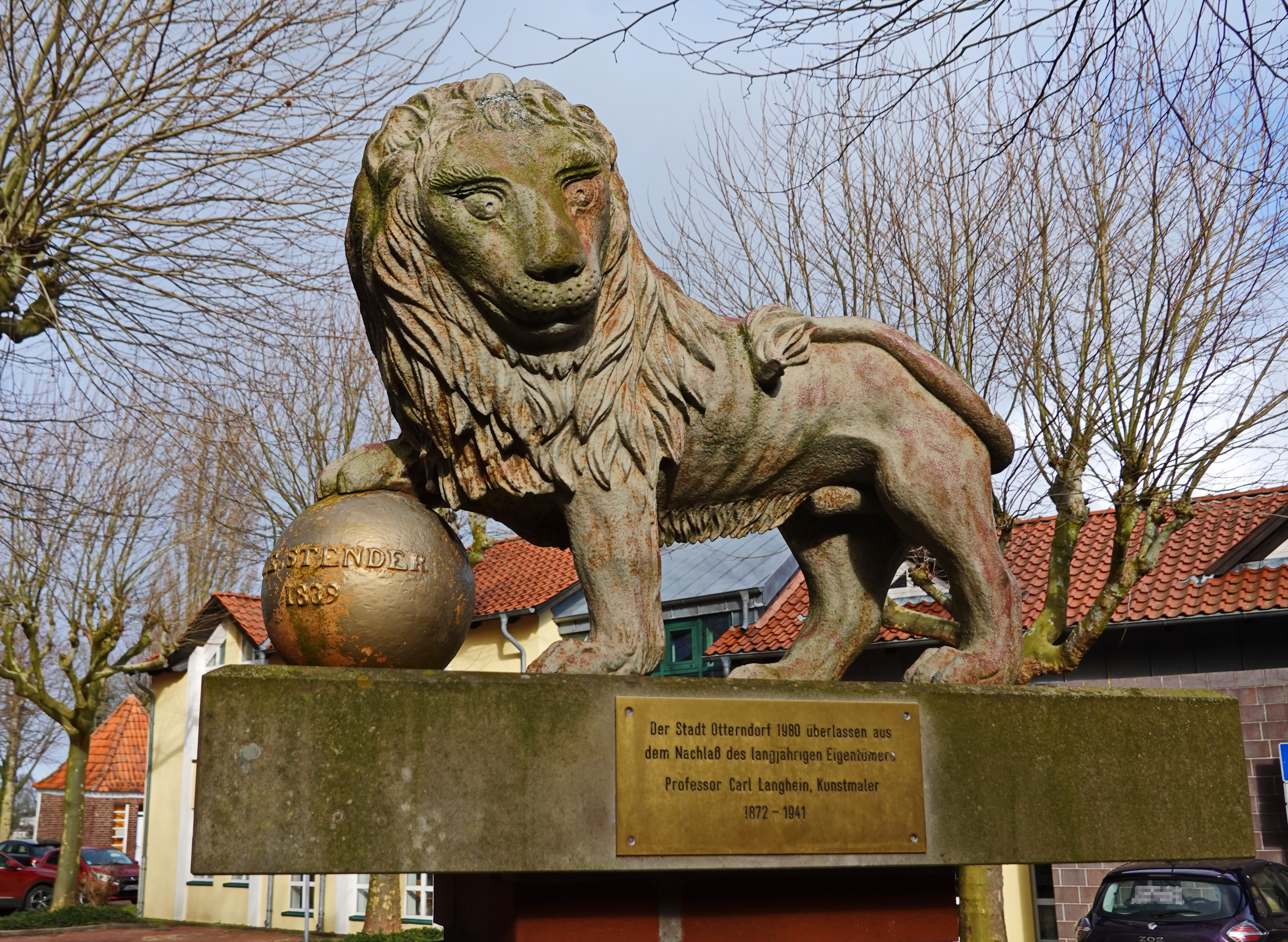
Löwenskulptur, die sich jahrelang im Besitz von Carl Langhein befand. Standort: Innenhof des Hadler Hauses, Otterndorf (Ansicht im Jahr 2023).

Carl Johannes Louis Langhein (* 29. Februar 1872 in Hamburg; † 26. Juni 1941 in Hadamar) war ein deutscher Maler und Grafiker.

## Biografie
Langhein wurde als Sohn des Tapezierers und Dekorateurs Carl Jacob Martin Langhein (1846–1914) und dessen Frau Louise Catharina Maria, geborene Westphal (1849–1873), in Hamburg geboren. Er besuchte in den Jahren 1879 bis 1886 eine Volksschule in Hamburg. Anschließend absolvierte er bis 1890 eine Lehre als Lithograf in der Kunstanstalt AG in Wandsbek (vormals Gustav W. Seitz). Zudem belegte er ab dem Jahr 1888 Zeichenkurse an der Gewerbeschule in Hamburg. In den Jahren 1890 bis 1891 wirkte er als Chromolithograph in der Lithographischen Kunstanstalt Kaufbeuren (vormals Hans Kohler & Co.) im Allgäu. Von 1891 bis 1892 studierte er an der Königlichen Akademie der Künste in Berlin bei Robert Warthmüller. In den Jahren 1892 bis 1896 folgte ein Studium an der Kunstakademie in Karlsruhe bei Carlos Grethe und Robert Poetzelberger. Zeitweise hielt er sich zum Malen in der Grötzinger Malerkolonie auf. 1895 wurde Langhein der Assistent von Leopold von Kalckreuth und bis 1912 Leiter der von beiden ins Leben gerufenen Lithografiewerkstatt der Kunstakademie. Hamburger Stipendien der Averhoff-Stiftung und der Patriotische Gesellschaft ermöglichten Langhein Mitte der 1890er Jahre nebenher von Karlsruhe aus Studienfahrten zu unternehmen, wie zum Beispiel zu Adolf Hölzel im Dachauer Moos, dessen Schüler er wurde. In den Jahren 1897 bis 1926 war Langhein der Geschäftsführer der neugegründeten Kunstdruckerei Künstlerbund Karlsruhe (KKK), die anfangs unter den Namen Steindruckerei Langhein. Kunstdruckerei für den Künstlerbund firmierte. Von 1900 bis 1912 war er zudem Dozent für Lithographie an der Kunstgewerbeschule, Malerinnenschule und am Polytechnikum in Karlsruhe. Ab 1896 reiste Langhein wiederholt zum Malen in die norddeutsche Küstenregion bei Cuxhaven, unter anderem auch mit Eduard Euler. Bald entdeckte er für sich das östlich von Cuxhaven gelegene Otterndorf an der Medem, das er öfters besuchte. Im Jahr 1898 heiratete er Anna Elisabeth Schmider (1877–1956) in Karlsruhe.
Im Rahmen der Feierlichkeiten der Goldenen Hochzeit des Großherzogs von Baden Friedrich I. und der Großherzogin Luise verlieh der Großherzog 1906 Carl Langhein sowie Albert Haueisen, Wilhelm Süs (1861–1933) und Hermann Göhler (1874–1959) jeweils den Professorentitel. Die Akademieprofessoren Hans Thoma und Gustav Schönleber dagegen wurden von ihm jeweils mit der Goldenen Medaille für Kunst und Wissenschaft ausgezeichnet. Im selben Jahr ließ Langhein sich in Otterndorf am Deich ein Atelierhaus bauen. Im Jahr 1907 war er, in seiner Funktion als Geschäftsführer der Kunstdruckerei Künstlerbund Karlsruhe, Mitbegründer des Deutschen Werkbundes. 1910 zog er mit seiner Frau und seinen drei Kindern von Karlsruhe nach Ettlingen. Ab 1911 ließ er sich in der Schleusenstraße 147 in Otterndorf ein Haus bauen, da sein Atelierhaus in Otterndorf für sich und seiner Familie zu klein gewesen wäre. Er wirkte bei den architektonischen Entwürfen sowie bei der Gestaltung der Inneneinrichtung entscheidend mit. Im Jahr 1912 bezog er mit seiner Familie das neue Haus, das er auf den Namen Haus Hochkamp taufte.
Während des Ersten Weltkrieges war Langhein bei der Kaiserlichen Marine, wo er im Juni 1916 zum Leutnant der Seewehr beim 1. Aufgebot der Matrosenartillerie befördert wurde. Dort war er bei der IV. Marine-Artillerie-Abteilung bis zum Kriegsende eingesetzt. Aufgrund seiner Verdienste wurde ihm das Hanseatenkreuz verliehen. 1918 gründete er die GmbH Hanseatischer Kunstverlag mit Sitz in Hamburg, die am 19. Dezember 1918 ins Hamburger Handelsregister eingetragen wurde. 1926 erkrankte er an Gehirnparalyse und stetig zunehmender Demenz und wurde 1927 in der Lüneburger Anstalt untergebracht. Im Rahmen des NS-Euthanasieprogramms Aktion T4 wurde er 1941 von Lüneburg in die Zwischenanstalt Herborn und von dort in die Tötungsanstalt Hadamar verlegt, wo er am 26. Juni 1941 mit Kohlenmonoxid vergast wurde.
Carl Langhein war Mitglied im Hamburger Künstlerverein, im Künstlerbund Karlsruhe, im Deutschen Werkbund, im Badischen Kunstgewerbeverein, im Verband der Kunstfreunde in den Ländern am Rhein und in der Allgemeinen Deutschen Kunstgenossenschaft. Zu seinen Schülern zählten unter anderen Georg Scholz, Georg Tappert und Wilhelm Laage. Er ist mit Werken unter anderem in den Sammlungen der Staatlichen Kunsthalle Karlsruhe, des Heimatmuseum Otterndorf, des Rathauses Otterndorf, bzw. der Stadtverwaltung Otterndorf, der Letter Stiftung, des Sprengel Museums Hannover, des Museums Schloss Moyland bei Bedburg-Hau im Kreis Kleve und in der Graphischen Sammlung der Staatsgalerie Stuttgart vertreten. Zudem wurde in der Jugendherberge Otterndorf, in dem denkmalgeschützten ehemaligen Wohnhaus Langheins, das er für sich und seine Familie bauen ließ und seit 1912 bewohnte, 2013 das Professor-Carl-Langhein-Herrenzimmer zu Langheins Ehren eingerichtet. In dem für Besucher zugänglichen Zimmer hängen Gemälde des Malers und historische Fotos der Familie Langhein an den Wänden. 1980 wurde Otterndorf eine Löwenskulptur überlassen, die sich jahrelang in Carl Langheins Besitz befand. Sie steht heute im Innenhof des Hadler Hauses.
Nach Carl Langhein wurde 1975 im Karlsruher Stadtteil Grötzingen die Carl-Langhein-Straße und 1996 in Otterndorf der Prof.-Carl-Langhein-Weg benannt.

## Familie
Carl Langheins Mutter Louise Catharina Maria starb 1873. Sein Vater Carl Jacob Martin wanderte nach 1880 in die USA aus, wo er mit seiner zweiten Frau Minna, geborene Kuster (1855–1935), Vater von zwei Töchtern, Minna und Marie, wurde. Mit seiner Frau Anna Elisabeth hatte Carl Langhein drei Kinder: Johann Hinrich Leopold (1899–1973) wurde Agrarökonom, war bis 1944 Landwirtschaftsrat im Reichsernährungsministerium Breslau und wurde später Landwirtschaftsrat in der Samtgemeinde Land Hadeln / Otterndorf. Luise Theres (1900–1979) heiratete einen Bremer Bankier, ließ sich jedoch während des Zweiten Weltkrieges scheiden. Klaus (1902–1975) wurde Schiffbauingenieur und war bis ca. 1945 Inhaber einer Kleinwerft in Danzig. Er gründete später eine Werft in Otterndorf.

## Stiftung
Die Prof. Carl Langhein Stiftung wurde im Jahr 1999 von Carl Langheins Urenkel, dem in Otterndorf geborenen Hamburger Notar Gerd H. Langhein (1956–2015) in Otterndorf gegründet. Ein Zweck der Stiftung war, das Werk Langheins und das ihm nahestehender Künstlerkollegen in Erinnerung zu halten, weitere Sammlungsbestände aufzubauen, auszustellen und wissenschaftlich zu bearbeiten. Zudem sollte sein herausragender Anteil an der Verbreitung der Künstlerlithografie sowie an den kunstreformerischen Bestrebungen zu Beginn des 20. Jahrhunderts gewürdigt werden. Ein weiterer Zweck der Stiftung war die Förderung von Kunst und Kultur im Allgemeinen sowie von kulturellen Projekten in Otterndorf und Umgebung durch finanzielle Förderung, Stipendien, Preise oder Ähnliches. Dementsprechend hatte sie in den vergangenen Jahren verschiedene Ausstellungen, Kunstprojekte und kulturelle Vorhaben unter anderem in Otterndorf, Ihlienworth und Neuhaus unterstützt. Kurz vor dem Tod des Stiftungsgründers hatte die Stiftung einen Speicher in Otterndorf erworben, der eine Heimat für die Werke von Carl Langhein und den Fotografien des Ottendorfer Fotografen Ernst Nöldeke (1876–1971) werden soll. Mit der Sanierung des Gebäudes wurde bereits begonnen. Zu den Stipendiaten zählten unter anderen 2000/2001 Frank Radmacher (* 1953), 2003 Hans Georg Assmann (* 1950) und 2008 Anja Kalenbach (* 1961).

## Ausstellungen (Auswahl)
- 1897: Große Berliner Kunstausstellung – Lithografie: Nacht[18]
- 1897: Internationale Kunstausstellung, Dresden – Lithografie: Nacht[19]
- 1898: Münchener Jahresausstellung im Glaspalast – Lithografie: Nacht[20]
- 1898: XII. Ausstellung des Aquarellisten-Clubs der Genossenschaft Bildender Künstler Wien im Künstlerhaus Wien – Lithografie: Nacht[21]
- 1898: Ausstellung von Künstler-Lithographien im Lichthofe des Kunstgewerbemuseums, Berlin[22]
- 1901: Internationale Kunstausstellung, Dresden – Steindruck: Morgen im Hafen[23]
- 1902: Jubiläumskunstausstellung (fünfzigjähriges Regierungsjubiläum des Großherzogs von Baden Friedrich I.), Karlsruhe – Lithografie Unterelbe[24]
- 1905: Große Berliner Kunstausstellung – 2 Farbstiftzeichnungen, 3 Lithografien[25]
- 1906: Jubiläumsausstellung für Kunst und Kunstgewerbe (Goldenen Hochzeit des Großherzogs von Baden Friedrich I. und der Großherzogin Luise), Karlsruhe – Ölgemälde Morgensonne[26] (vielleicht auch mehr)
- 1906: Internationale Ausstellung in Mailand[27]
- 1906: Plakatausstellung, Verein der Plakatfreunde, Ortsgruppe Bremen, Kunsthalle Bremen[28]
- 1906: Deutsche Kunstausstellung in Köln, auf der eine Lithografie (Schloss Runckel) und eine Marschlandschaft in Öl angekauft wurde.[29] Für die Ausstellungsverlosung wurden zudem eine große Menge Blätter der Lithografie-Auflage Runkel an der Lahn angekauft.[30]
- 1909: Ausstellung des Künstlerbundes Karlsruhe in Hamburg, veranstaltet vom Kunstverein in Hamburg – Ein Ölgemälde[31]
- 1910: Münchener Jahresausstellung im Glaspalast – Gemälde: Sommerwind[32]
- 1910: Festausstellung von Werken früherer Schüler der hiesigen Kunstakademie zur Silbernen Hochzeitsfeier des Badischen Großherzogspaares, Friedrich II. und Hilda, Badischer Kunstverein, Karlsruhe[33]
- 1912: Ausstellung von Werken Hamburger Künstler, veranstaltet vom Kunstverein in Hamburg[34] – 3 Gemälde[35]
- 1913: Ausstellung Werke Hamburger Künstler, veranstaltet vom Kunstverein in Hamburg – 2 Gemälde[36]
- 1913: Niedersächsische Kunstausstellung, Rathaus Stade[37]
- 1914: Kölner Werkbundausstellung – Ein Gemälde und Raumanordnung im Raum der Delmenhorster Linoleum-Fabrik Anker[38]
- 1919: Ausstellung des Hamburger Künstlervereins, veranstaltet vom Kunstverein in Hamburg – Ein Ölgemälde[39]

Postum
- 2006–2007: Karlsruher Farblithografie um 1900 aus der Sammlung van der Grinten (Hans van der Grinten und Franz Joseph van der Grinten), Museum Schloss Moyland bei Bedburg-Hau, Kreis Kleve[40]
- 2007: Einhundert Jahre Carl Langhein in Otterndorf, Stadtscheune Otterndorf
- 2009: Ursprünge der Sehnsucht, Kunstverein Fischerhude[41]
- 2010: Die Kunst und das Wattenmeer, Sonderausstellung der Karl Otto Matthaei Gesellschaft im Historischen Kornspeicher, dem Heimatmuseum Neuhaus[42]
- 2014: Von der Kunst zur Krankheit, von der Krankheit zur Kunst, Gedenkstätte Hadamar – Reproduktionen und Biografisches[43]
- 2014: ...12 Minuten von Karlsruhe – Die Grötzinger Malerkolonie, Städtische Galerie Karlsruhe[44]
- 2015: Die Kunst und das Wattenmeer – 30 Jahre Nationalpark Wattenmeer, Kunstverein Fischerhude[45]
- 2015–2016: Die Kunst und das Wattenmeer – 30 Jahre Nationalpark Wattenmeer, Schloss Ritzebüttel, Cuxhaven[46]

## Publikationen
- Geschichte und Technik des Farbendruckes, Teil 4. In: Archiv für Buchgewerbe, Band 39, 1902, Nr. 5, S. 178–182
- Minensucher an die Front! mit einem Vorwort von Kapitänleutnant Eberhard Wolfram, Deutschnationale Verlagsanstalt, Hamburg, 1917 (mit Illustrationen)
- Der Krieg und die deutsche Kunst. In: Deutsches Volkstum, Monatsschrift für Kunst- und Geistesleben, Wilhelm Kiefer (Hrsg.), Deutschnationale Verlagsanstalt, Hamburg, Nr. 4, April 1918, S. 114–118 (Digitalisat)
- Hans von Volkmann – Ein deutscher Maler. In: Jahrbuch 1918 für Deutschnationale Handlungsgehilfen, Verlag der Deutschnationalen Buchhandlung, Hamburg 1918, S. 90–94 (In dem Jahrbuch sind auch Bilder von Hans von Volkmann abgebildet) (Digitalisat)
- Friedrich Lißmann †. In: Jahrbuch 1919 für Deutschnationale Handlungsgehilfen, Verlag der Deutschnationalen Buchhandlung, Hamburg 1919, S. 198–201 (In dem Jahrbuch sind auch Bilder von Friedrich Lißmann (1880–1915) abgebildet) (Digitalisat)
- Der Mann mit der Mappe. In: Jahrbuch 1920 für Deutschnationale Handlungsgehilfen, Verlag der Deutschnationalen Buchhandlung, Hamburg 1920, S. 202–208 und die nachfolgende Illustration (Digitalisat)

Kunstdruckerei Künstlerbund Karlsruhe
- Künstlerbund Karlsruhe (Hrsg.): Katalog der Original-Lithographien des Künstlerbund Karlsruhe, Verlag der Kunstdruckerei Künstlerbund Karlsruhe, Karlsruhe 1904, S. 38, 71 (Digitalisat)
- Künstlerbund Karlsruhe (Hrsg.): Katalog der Original-Lithographien, Radierungen, Holzschnitte des Künstlerbund Karlsruhe, Verlag der Kunstdruckerei Künstlerbund Karlsruhe, Karlsruhe 1908, S. 47–48, 104 (Digitalisat)